# Szad
Szad, właściwie Michał Baryła (ur. 15 lipca 1980 w Wałbrzychu) − polski raper, znany przede wszystkim z występów w grupie hip-hopowej Trzeci Wymiar, której był członkiem w latach 1998−2016. Od 2016 roku prowadzi solową działalność artystyczną.

## Działalność artystyczna
W 1998 razem z Nullem pod nazwą Poetikanonim nagrał pierwszy wałbrzyski nielegal hip-hopowy pt. ...Od zawsze tu byłem. Cały materiał nagrany został w domu na komputerze. Za muzykę na tym albumie odpowiedzialni byli: Szczepan, Nullo i Szad. Album spotkał się z bardzo pozytywnymi recenzjami.
Na przełomie 2002 i 2003 powstał Peo-ete-ik w składzie: Szad, Nullo, Pork i DJ Sph. Wkrótce formacja nagrała demo, które zostało rozesłane do wytwórni, z kilku otrzymanych ofert formacja wybrała wytwórnię Camey Studio. Na demie ukazało się piętnaście utworów, za warstwę muzyczna odpowiadali głównie DJ Sph, Nullo i Szad. Cały materiał został nagrany w amatorskim studiu Na Poddaszu. Nagrania nie zostały nigdy opublikowane. W ramach promocji nakręcony został także amatorski teledysk do piosenki "Trójwymiarowy biznes".
Debiutancki legalny album grupy zatytułowany Cztery pory rapu ukazał się w listopadzie 2003. Gościnnie wystąpili na nim Wall-E i Peja. Płytę promowały single: "15 Mc's", "Skamieniali", "Dostosowany", "Dla mnie masz stajla", "Zapomnij o tym" i "Bez rapu byłbym nikim!". Album znalazł 18 tysięcy nabywców. Rok później ukazała się reedycja pierwszego albumu Trzeciego Wymiaru, na której znalazły się dodatkowe remiksy i teledyski oraz utwór "Basketball" Nullo i Masseya.
Druga płyta była nagrywana pomiędzy 2005 a 2006. Za produkcję odpowiedzialni byli: Dj Sph, Creon, Laska i Magiera (WhiteHouse). Na płycie Inni niż wszyscy, która premierę miała 24 kwietnia, znalazło się piętnaście utworów. Gościnnie w nagraniach wzięli udział Wall-E, DonGURALesko, Esee, OneManArmy, K-Fka, Puenta (Łasuch, Primo) i Blanco. Płytę promował teledysk "Wuuuf" w reżyserii Dariusza Szermanowicza. Został on realizowany w studiu telewizyjnym Polskiego Radia Wrocław. Obraz uzyskał nominowany do teledysku roku Viva Comet 2007. Kolejny teledysk został zrealizowany do utworu "Czarne chmury nad miastem". W 2011 ukazał się solowy album rapera zatytułowany 21 gramów. 6 kwietnia 2013 roku ukazał się drugi solowy album rapera zatytułowany I niech szukają mnie kule. 3 czerwca 2016 roku ukazał się trzeci album solowy rapera pt. Człowiek duch. Latem, także 2016 roku muzyk odszedł z zespołu Trzeci Wymiar.

## Dyskografia
Albumy
| 21 gramów                   | - Data: 15 stycznia 2011 - Wydawca: Labirynt Records | 26 |
| I niech szukają mnie kule   | - Data: 6 kwietnia 2013 - Wydawca: Labirynt Records  | 11 |
| Człowiek duch (oraz Szur)   | - Data: 3 czerwca 2016 - Wydawca: Labirynt Records   | 2  |
| "—" album nie był notowany. |                                                      |    |

Występy gościnne
| Album                                  | Rok  | Utwór                                                | Źródło |
| -------------------------------------- | ---- | ---------------------------------------------------- | ------ |
| Aro – Pierwszysoloprojekt              | 2003 | "Nie ucinaj korzeni" (gościnnie: Szad)               | [ 10 ] |
| Ascetoholix – Apogeum                  | 2003 | "Suczki" (gościnnie: Mezo, Szad)                     | [ 11 ] |
| Puenta – Rozdział zamknięty            | 2004 | "Espkapada" (gościnnie: Szad)                        | [ 12 ] |
| Liber – Wczoraj i dziś                 | 2009 | "Suczki" (gościnnie: Ascetoholix, Mezo, Szad)        | [ 13 ] |
| Fatum Crew – Do przodu stale           | 2009 | "Między prawdą a kłamstwem" (gościnnie: Szad)        | [ 14 ] |
| RY23 – Uliczny flowklor                | 2009 | "Każdy dzień" (gościnnie: Szad)                      | [ 15 ] |
| Rekord & Cok – Parę spraw              | 2009 | "Mam po mostach iść?!" (gościnnie: Szad)             | [ 16 ] |
| SWRN – Swoim tempem                    | 2009 | "Widzę" (gościnnie: Szad)                            | [ 17 ] |
| Dapit – Wersy pokryte sadzą            | 2010 | "Zdarte podeszwy" (gościnnie: Szad)                  | [ 18 ] |
| Waldemar Kasta – Prawda naga           | 2010 | "Kastastyl" (gościnnie: Szad)                        | [ 19 ] |
| Haju & Złote Twarze – Międzyświat      | 2011 | "Dzień w nocy" (gościnnie: Szad, Rekord)             | [ 20 ] |
| Viruz – Veffekt                        | 2011 | "Ad akta" (gościnnie: Szad, Cham-Pion)               | [ 21 ] |
| Raca/DonDe – Konsument Ludzkich Sumień | 2012 | "Chcesz być mną" (gościnnie: Te-Tris, Szad, DJ Qmak) | [ 22 ] |

## Teledyski
| Tytuł                                               | Rok  | Reżyseria                          | Album                     | Źródło |
| --------------------------------------------------- | ---- | ---------------------------------- | ------------------------- | ------ |
| "Dług"                                              | 2011 | RMVision                           | 21 gramów                 | [ 23 ] |
| "Rzeka"                                             | 2011 | RMVision                           | 21 gramów                 | [ 24 ] |
| "Nie wiesz, komu depczesz kwiaty"                   | 2013 | Parcie Na Szkło                    | I niech szukają mnie kule | [ 25 ] |
| "Dzieci miast"                                      | 2013 | Parcie Na Szkło                    | I niech szukają mnie kule | [ 6 ]  |
| "Umieram na wyobraźnię"                             | 2013 | Juzz Media                         | I niech szukają mnie kule | [ 26 ] |
| "Człowiek duch" (oraz Szur)                         | 2016 | Seweryn Odalski, Rafał Ogrodowczyk | Człowiek duch             | [ 27 ] |
| Gościnnie                                           |      |                                    |                           |        |
| Wall-E – "Ból / Kastastyl" (gościnnie: Nullo, Szad) | 2011 | Kasta.Co/Inspire5                  | Prawda naga               | [ 28 ] |